# Idemasport-Biowanze/Saison 2012
Dieser Artikel listet Erfolge und Fahrer des Radsportteams Idemasport-Biowanze in der Saison 2012 auf.

## Erfolge in der UCI Europe Tour
| Datum    | Rennen                                        | Kat. | Fahrer           |
| -------- | --------------------------------------------- | ---- | ---------------- |
| 31. März | 2b. Etappe Le Triptyque des Monts et Châteaux | 2.2  | Antoine Demoitié |
| 4. Mai   | 2. Etappe Carpathian Couriers Path            | 2.2U | Antoine Demoitié |
| 5. Mai   | 3. Etappe Carpathian Couriers Path            | 2.2U | Antoine Demoitié |

## Mannschaft
| Name                    | Geburtstag         | Nationalität | Team 2011                             |
| ----------------------- | ------------------ | ------------ | ------------------------------------- |
| Maxime Anciaux          | 28. Dezember 1990  | Belgien      | Lotto-Bodysol Pôle Continental Wallon |
| Jonathan Boverie        | 30. Dezember 1988  | Belgien      | Neoprofi                              |
| Serge De Wortelaer      | 28. Oktober 1991   | Belgien      | Neoprofi                              |
| Antoine Demoitié        | 16. Oktober 1990   | Belgien      | Lotto-Bodysol Pôle Continental Wallon |
| Julien Deschesne        | 10. April 1991     | Belgien      | Lotto-Bodysol Pôle Continental Wallon |
| Arnaud Geromboux        | 8. April 1991      | Belgien      | Neoprofi                              |
| Quentin Hoper           | 14. März 1993      | Belgien      | Neoprofi                              |
| Pascal Hossay           | 19. April 1987     | Belgien      | An Post-Sean Kelly (2010)             |
| Jérôme Kerf             | 1. September 1993  | Belgien      | Neoprofi                              |
| Antoine Leleu           | 20. September 1993 | Belgien      | Neoprofi                              |
| Loïc Pestiaux           | 13. November 1991  | Belgien      | Neoprofi                              |
| Julien Stassen          | 20. Oktober 1988   | Belgien      | Neoprofi                              |
| Boris Vallée            | 3. Juni 1993       | Belgien      | Neoprofi                              |
| Quentin Van Heuverswijn | 27. Juni 1992      | Belgien      | Neoprofi                              |
| Loïc Vliegen            | 20. Dezember 1993  | Belgien      | Neoprofi                              |